# Иванченко, Александр Владимирович
Александр Владимирович Иванченко (род. 8 января 1954, Краснодарский край) — российский государственный деятель и юрист, эксперт в сфере избирательного права и избирательного процесса в России. Председатель Центральной избирательной комиссии РФ в 1996—1999 годах. Доктор юридических наук.

## Образование
В 1980 году окончил Высшую школу МВД СССР.
Кандидат юридических наук, диссертация по проблемам гарантий политических прав и свобод граждан (в том числе избирательных прав).
Доктор юридических наук, тема диссертации «Организационно-правовая основа избирательного процесса в Российской Федерации» (1997).

## Биография
С 1980 года работал в Московской милиции.
В 1983—1988 годах — преподаватель конституционного права.
В 1988—1993 годах — работал в аппарате Верховного Совета России (занимался вопросами организации и проведения выборов).
С сентября 1993 года — заместитель председателя Центральной избирательной комиссии Российской Федерации.
В 1996—1999 годах — председатель Центральной избирательной комиссии Российской Федерации.
С 1999 года — председатель совета директоров Независимого института выборов.
С августа 2007 по июнь 2016 года — руководитель Российского центра обучения избирательным технологиям при Центральной избирательной комиссии Российской Федерации.

## Труды

### Книги
- Иванченко А. В. Избирательные комиссии в Российской Федерации: История. Теория. Практика. — М.: Весь Мир, 1996. — 302 с. — ISBN 5-7777-0009-8.
- Иванченко А. В., Курицын В. М. Российское народовластие: уроки истории. — М.: Юриспруденция, 2005. — 111 с. — ISBN 5-9516-0139-8
- Иванченко А. В., Кынев А. В., Любарев А. Е. Пропорциональная избирательная система в России: история, современное состояние, перспективы. — М.: Аспект Пресс, 2005. — 333 с. — ISBN 5-7567-0404-3.
- Иванченко А. В., Любарев А. Е. Российские выборы от перестройки до суверенной демократии. — М.: Аспект Пресс, 2006. — 222 с. — ISBN 5756704469; 2-е изд., испр. и доп. — М.: Аспект Пресс, 2007. — 232 с. ISBN 9785756704822.

## Награды
- Заслуженный юрист Российской Федерации (9 апреля 1997) — за заслуги в укреплении законности и многолетнюю добросовестную работу[3]